# ثنائي كلورو إيزوسيانورات الصوديوم
ثنائي كلورو إيزوسيانورات الصوديوم مركب كيميائي له الصيغة المجملة C3Cl2N3NaO3 ، وهو ملح الصوديوم لحمض ثنائي كلورو إيزوسيانوريك. وهو مركب حلقي غير متجانس من مشتقات التريازينات.

## التحضير
يحضر المركب من معالجة حمض ثنائي كلورو إيزوسيانوريك مع هيدروكسيد الصوديوم.

## الخواص
يوجد المركب في الشروط القياسية على شكل صلب بلوري عديم اللون، وهو غالباً ما يوجد على شكل ثنائي هيدرات.

## الاستخدامات
يستخدم المركب من ضمن المطهّرات وخاصة في مجال تطهير المياه.